# Ádám Bogdán
Ádám Bogdán (* 27. září 1987, Budapešť, Maďarsko) je maďarský fotbalový brankář a reprezentant, který v současnosti hraje za klub Liverpool FC.

## Klubová kariéra
Působil v maďarských klubech Vasas SC a Vecsési FC, poté odešel do Anglie, kde hrál za Bolton Wanderers FC a Crewe Alexandra FC (zde hostoval). Po vypršení kontraktu s Boltonem přestoupil jako volný hráč zadarmo v létě 2015 do Liverpool FC.

## Reprezentační kariéra
V maďarském národním týmu debutoval 3. 6. 2011 v přátelském utkání proti týmu Lucemburska (výhra 1:0).